# Parque das Serras do Porto

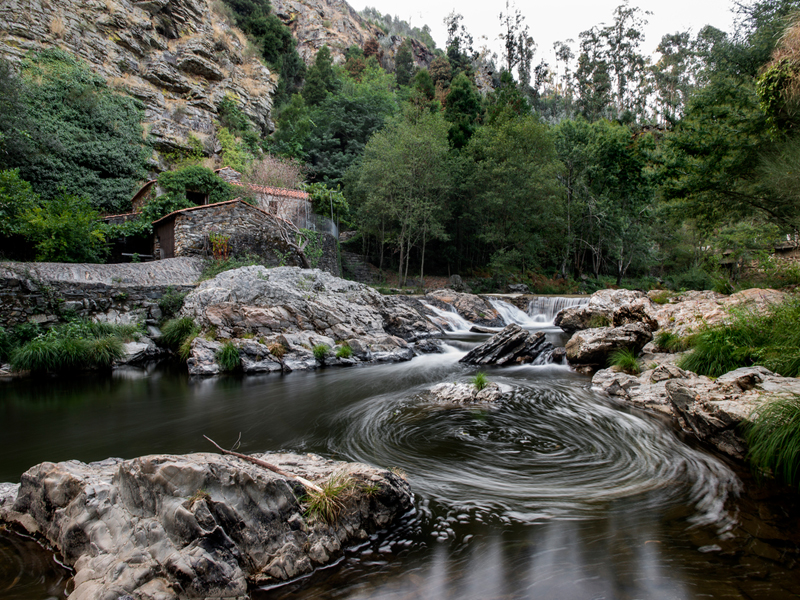
O rio Sousa no Parque das Serras do Porto

O Parque das Serras do Porto situa-se na Área Metropolitana do Porto, abrangendo territórios dos municípios de Gondomar, Paredes e Valongo, estando classificado como paisagem protegida regional. Com uma área de 5.974 hectares, o Parque das Serras do Porto foi constituído em 2017, afirmando-se como o pulmão verde da região fortemente urbanizada constituída pelo Porto e pelos municípios vizinhos, a segunda maior área urbana mais populosa de Portugal.

## Caracterização
O Parque das Serras do Porto é constituído por um conjunto de serras, imediatamente a nascente da cidade do Porto, no sentido noroeste/sudeste que integram o anticlinal de Valongo, reunindo algumas das formações geológicas mais antigas de Portugal, com mais de 540 milhões de anos.
Os objetivos que presidiram à criação deste parque foram:
- A conservação dos elementos da biodiversidade num contexto da valorização da paisagem;
- A manutenção ou recuperação dos padrões da paisagem e dos processos ecológicos que lhe estão subjacentes, promovendo as práticas tradicionais de uso do solo, os métodos de construção e as manifestações sociais e culturais;
- A conservação e a valorização do património geológico e cultural;
- O fomento das iniciativas que promovam a geração de benefícios para as comunidades locais, a partir de produtos ou da prestação de serviços.

## Antecedentes
Tem quase um século a ideia da criação de uma ampla zona verde que funcionasse como o pulmão da área urbana constituída pela cidade do Porto e seus arredores.
Em 1932, Ezequiel de Campos no Prólogo do Plano da Cidade do Porto, reconhecendo o papel da cidade enquanto centro regional, advogou a coordenação com os municípios limítrofes para a criação de "lugares de recreio". Em 1940, o arquiteto Giovanni Muzio reforçou a necessidade de se criarem zonas verdes fora da cidade, ideia desenvolvida no seu Anteplano Regional do Porto de 1946. Mas foi Antão de Almeida Garrett, no Plano Regulador da Cidade do Porto (1952), o primeiro a identificar claramente as serras de Valongo como o local para a constituição de uma reserva regional.
Em 1975, no Plano da Região do Porto, Johnson Marshall e Costa Lobo propuseram a criação de um parque regional "para impedir a junção das áreas urbanas". Tal iniciativa foi acolhida pela Assembleia Municipal de Valongo, em 1978, com vista à criação de um futuro Parque Natural de Santa Justa-Serra da Boneca. Seis anos depois, o biólogo Nuno Gomes Oliveira elaborou o Projecto de Reserva Natural das Serras de Santa Justa, Pias e Castiçal, advogando que as serras se poderiam transformar "em autênticos laboratórios para o cientista e para o estudante e locais de cultura e recreio para o cidadão".
Em 1993, a área constituída pelas Serras de Santa Justa, Pias e Castiçal foi integrada na proposta de um parque metropolitano, inserido num corredor ecológico estrutural, com a função de constituir uma cortina verde tampão e contribuir para o equilíbrio ambiental de todo o ecossistema da Área Metropolitana do Porto. Em 2009, no estudo Rede de Parques Metropolitanos na Grande Área Metropolitana do Porto, a arquiteta paisagista Teresa Andresen avançou com a proposta do Parque do Salto, integrado na Rede Nacional de Áreas Protegidas.
Em 2014, em torno do Projeto Pulmão Verde, os presidentes das câmaras municipais de Gondomar, Paredes e Valongo comprometeram-se a constituir uma equipa intermunicipal, reunindo técnicos de diferentes valências, convidando Teresa Andresen para a coordenação geral da equipa. Já em junho de 2015, foi assinado um acordo de cooperação entre os três municípios, com o objetivo de criar o Parque das Serras do Porto que protegesse e valorizasse um território constituído pelas serras de Santa Justa, Pias, Castiçal, Flores, Santa Iria e Banjas, numa área de 5.974 hectares de elevado potencial económico, cultural e ambiental.
A 18 de abril de 2016, no Museu Mineiro de São Pedro da Cova, em Gondomar, foi celebrada a escritura pública de constituição da Associação de Municípios Parque das Serras do Porto. Foi esta instituição que tratou do processo de classificação deste território como área protegida. A Paisagem Protegida Regional Parque das Serras do Porto foi aprovada em Assembleia-Geral em dezembro de 2016 e publicada em Diário da República no dia 15 de março de 2017. Nascia, assim, o Parque das Serras do Porto.

## Geologia e paleontologia

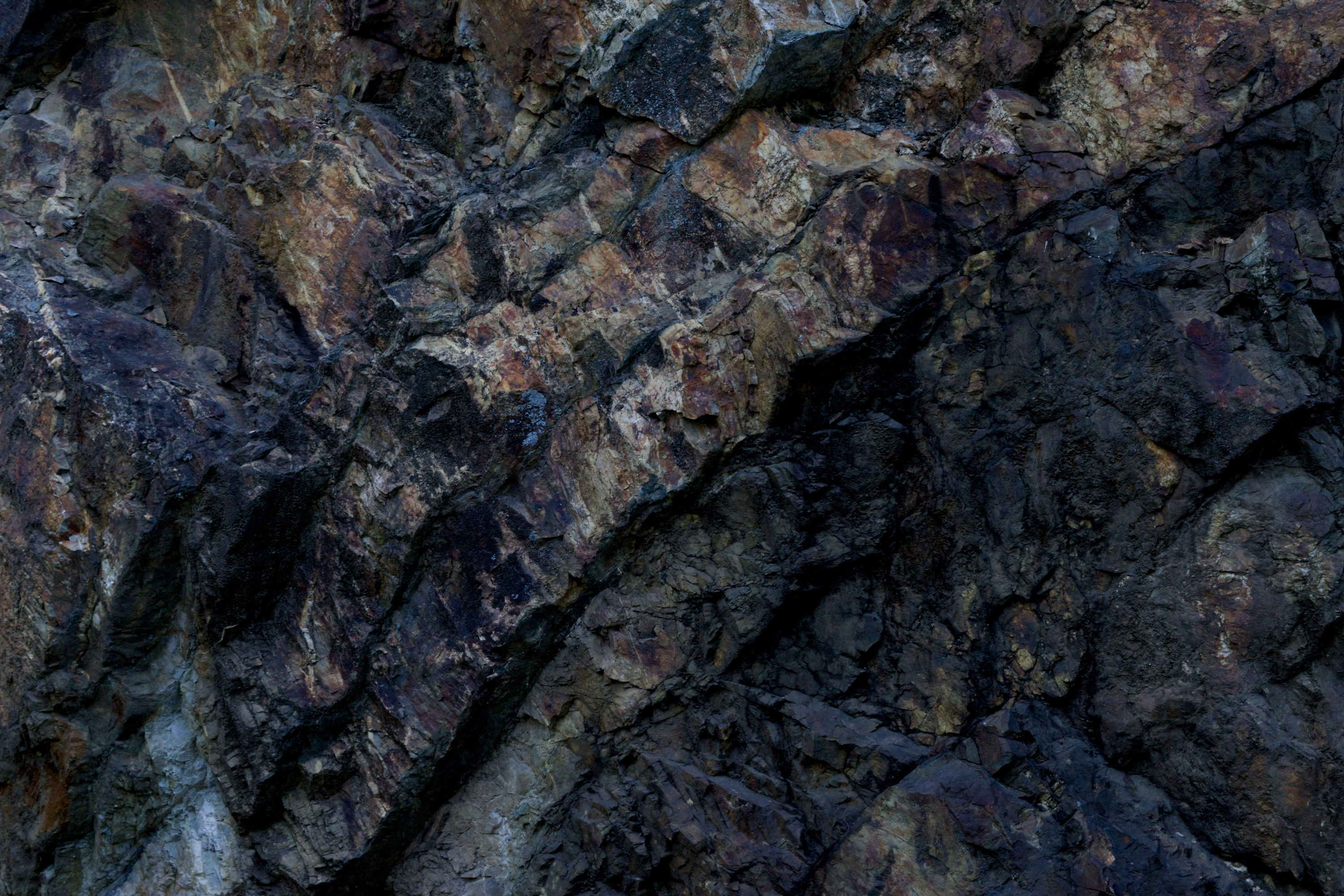
Quartzitos na Serra de Santa Justa

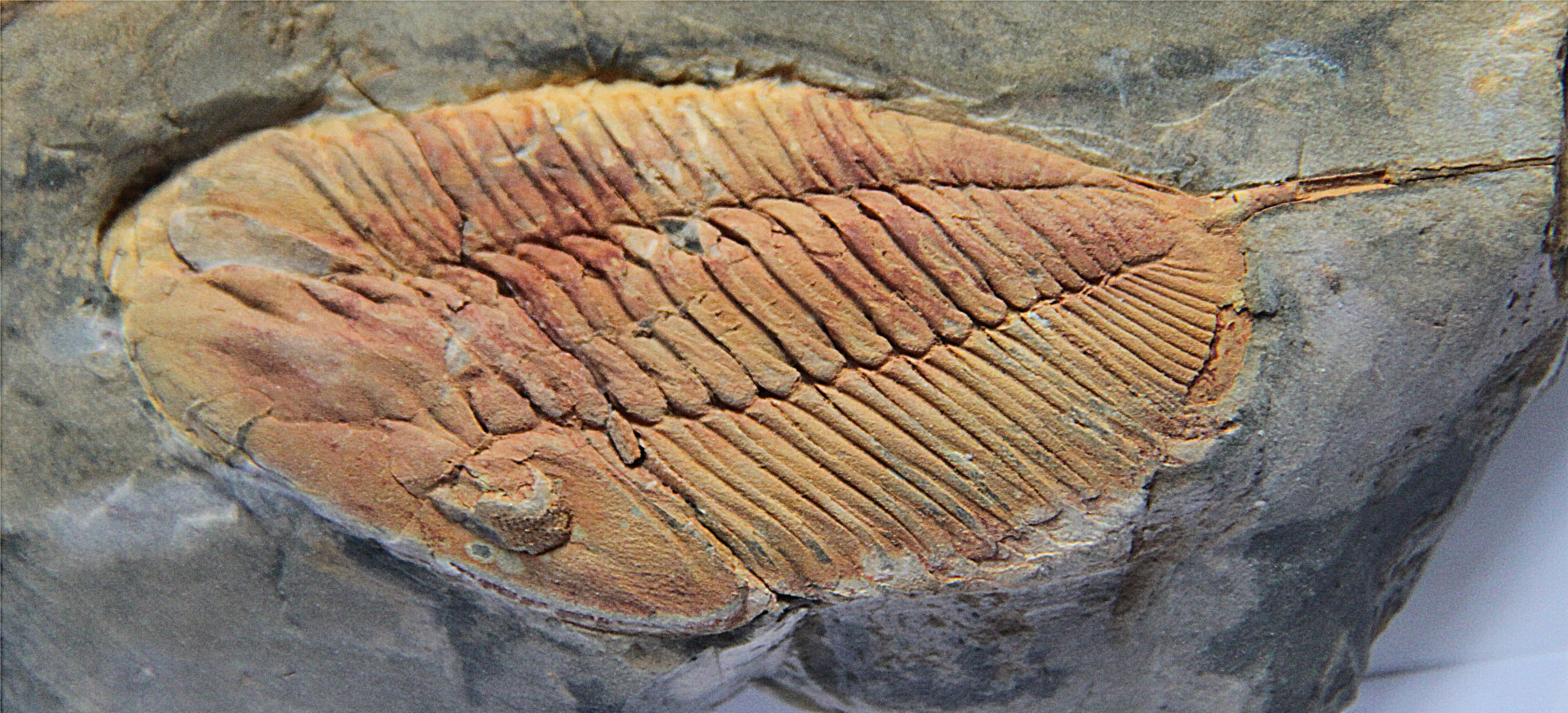
Fóssil de trilobite

O Parque das Serras do Porto apresenta uma história geológica riquíssima, com mais de 500 milhões de anos, designadamente no "Anticlinal de Valongo", uma estrutura geológica com cerca de 90 quilómetros de extensão, com rochas e registos que testemunham a evolução geológica da região.
As rochas mais antigas formaram-se no início do Paleozoico, há mais de 540 milhões de anos, numa altura em que a região estava coberta pelo mar. Os sedimentos depositados nas zonas mais profundas deram origem a xistos, enquanto os quartzitos, grauvaques e conglomerados resultaram da deposição em zonas menos profundas.
No início do Ordovícico, criou-se um novo mar no interior do continente, com deposição de sedimentos que deram origem ao conglomerado base e aos quartzitos do Arenigiano – que formaram as cristas do Anticlinal de Valongo, no flanco ocidental (serras de Santa Justa, Castiçal e Flores) e no flanco oriental (serras de Pias, Santa Iria e Banjas) – e às ardósias.
Com a deriva dos continentes, no final do Ordovícico, a região encontrava-se próxima do Polo Sul, ocorrendo a deposição de sedimentos com características glaciárias. As condições extremas resultaram na extinção de grande parte dos seres vivos. De seguida, assiste-se ao recuo do mar, sendo que os últimos sedimentos em ambiente marinho foram depositados no período Devónico.
Há cerca de 350 milhões de anos, ocorreu uma colisão entre continentes que deu origem à grande dobra que se estende atualmente entre Esposende e Castro Daire. Posteriormente, desenvolveu-se uma densa floresta numa extensão hoje conhecida por Bacia Carbonífera do Douro.
Em virtude da sua atribulada história geológica, as Serras do Porto preservam um importante espólio fóssil, testemunho da fauna e da flora que povoaram este território ao longo dos milénios. Da diversidade existente, destacam-se as trilobites, que tiveram o seu apogeu no Ordovícico, os graptólitos, com apogeu no Silúrico, e os braquiópodes.

## Biologia

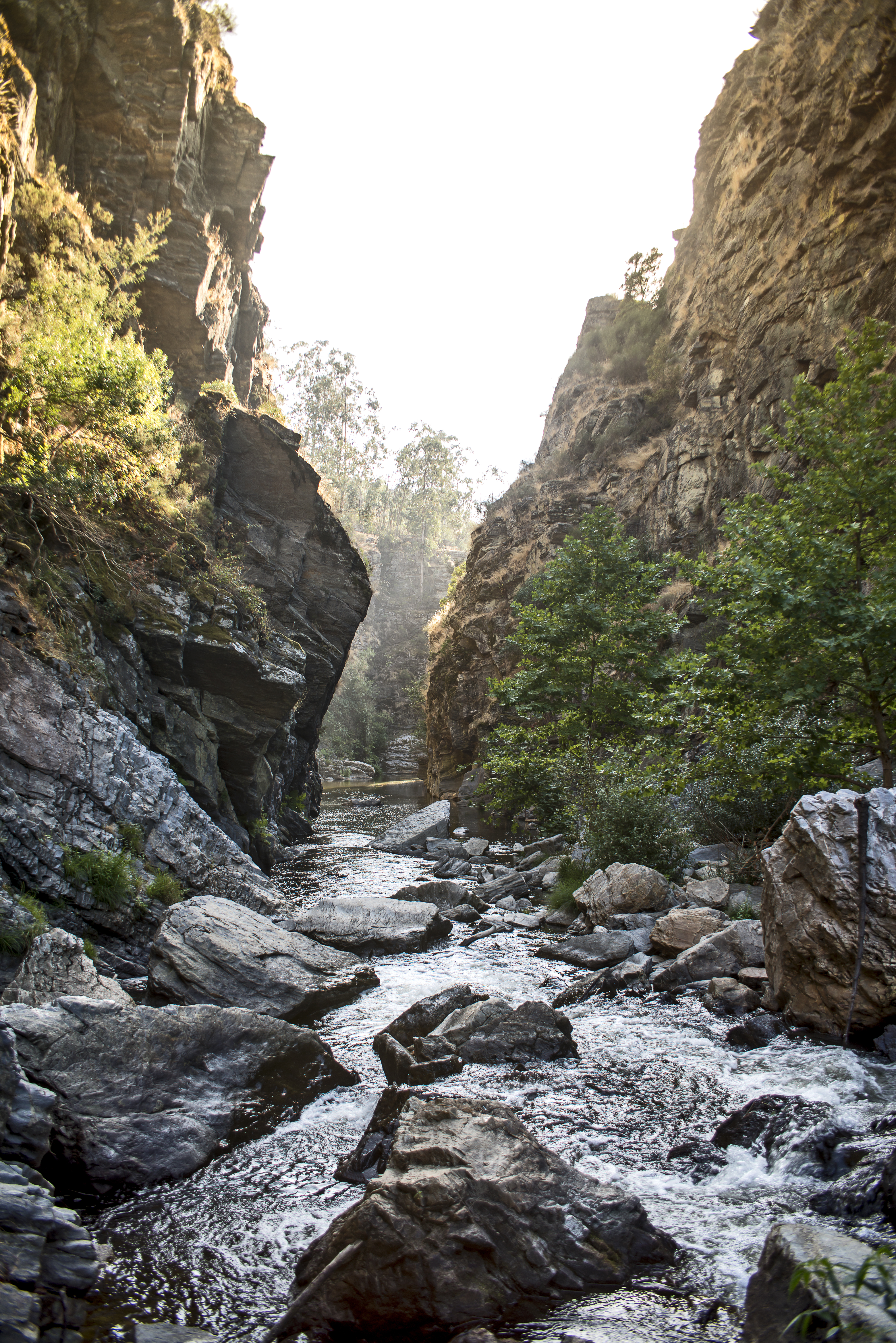
O rio Sousa no canhão da Senhora do Salto

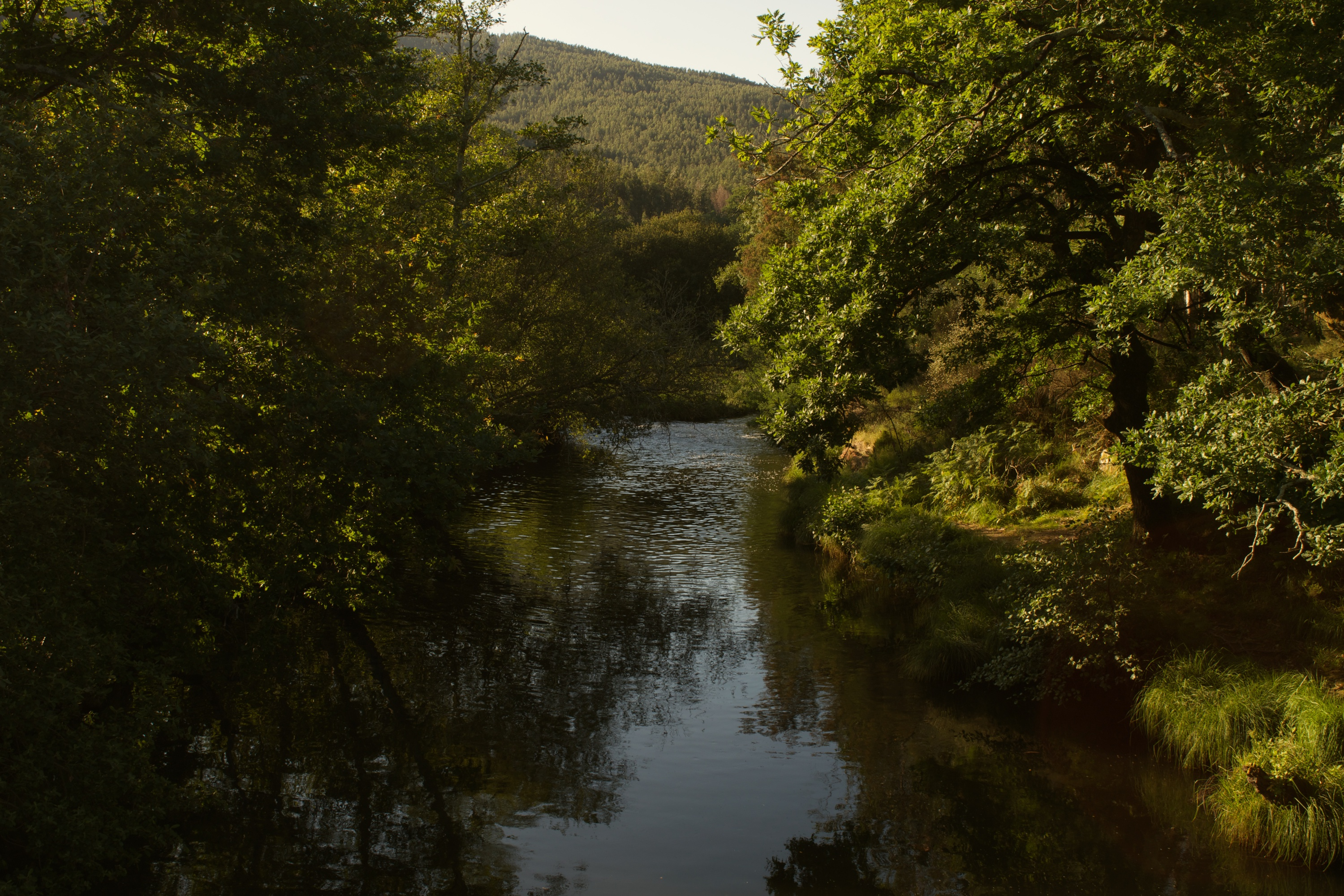
Rio Ferreira

O Parque das Serras do Porto congrega um valioso conjunto de habitats e de espécies animais e vegetais.
A floresta característica da região é composta por carvalhais — nomeadamente de carvalhos-alvarinho —, sobreiros e arbustos — como a murta ou o folhado —, complementada com as galerias ripícolas que acompanham os cursos de água e são dominadas pelos amieiros, salgueiros-negros e freixos, a que se associam muitas espécies arbustivas. Nas encostas das serras, as formações vegetais nativas mais comuns são os matos rasteiros, onde se observam os tojos, as urzes e a carqueja. Em alguns locais, evoluem para matagais, compostos por giestas, medronheiros, pilriteiros, entre outras. De entre as plantas aromáticas e medicinais, destacam-se o tomilho e o rosmaninho, especialmente na zona das Banjas. O bosquete de loureiro, próximo da Senhora do Salto, contribui também para a diversidade florística do território.
As Serras do Porto albergam espécies florísticas que têm suscitado uma particular atenção por parte da comunidade científica. Este é o único local conhecido em toda a Europa onde estão presentes as espécies Culcita macrocarpa (feto-de-cabelinho) e Lycopodiella cernua. Aqui se localizam, também, os dois únicos núcleos em Portugal Continental de Trichomanes speciosum (feto-filme). Outros exemplos de endemismos de distribuição restrita são as espécies Dryopteris guanchica, Sucissa pinnatifida, Linkagrostis juressi e o emblemático Narcissus cyclamineus (popularmente conhecida como martelinhos). Observam-se ainda o feto relíquia Davallia canariensis e a Silene marizii.
Estas serras albergam também uma grande variedade faunística. Destaca-se, pela sua importância conservacionista, a salamandra-lusitânica (Chioglossa lusitanica), anfíbio endémico do noroeste da Península Ibérica que encontra nas minas resultantes da exploração aurífera romana os melhores locais para a sua reprodução e período de metamorfose. A relevância do território para a salamandra-lusitânica — que ostenta o estatuto de conservação vulnerável — motivou que fosse escolhida para figurar no logotipo do Parque das Serras do Porto.
Detêm também especial estatuto a nível comunitário, conforme a Diretiva Aves, o falcão-peregrino, o guarda-rios, a cotovia-pequena, o milhafre-preto e a toutinegra-do-mato, às quais se juntam outras espécies salvaguardas pela Diretiva Habitats, tais como a rã-de-focinho-pontiguado, a rã-ibérica, o tritão-marmoreado, o sapo-corredor, a cobra-de-ferradura, o cágado-mediterrânico, o lagarto-de-água, a lontra, o morcego-de-ferradura-grande, o morcego-de-peluche, a toupeira-d'água, o boga-do-norte, o bordalo, a panjorca, o ruivaco e, nos invertebrados, a cabra-loura e as libélulas de nome científico Gomphus graslinii, Macromia splendens e Oxygastra curtisii.
Muitas outras espécies de fauna enriquecem o património biológico e salientam a importância das Serras do Porto enquanto refúgio desta região metropolitana.

## Presença humana

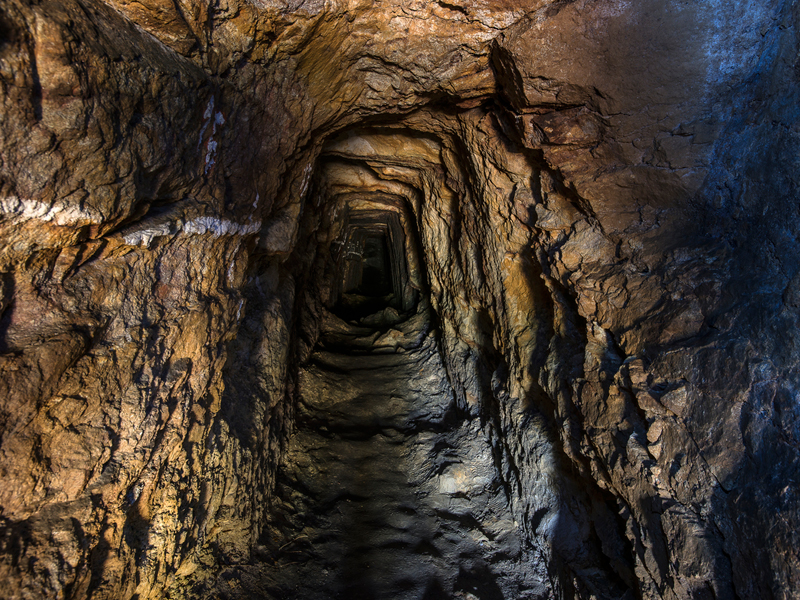
Galeria de antiga mina de ouro

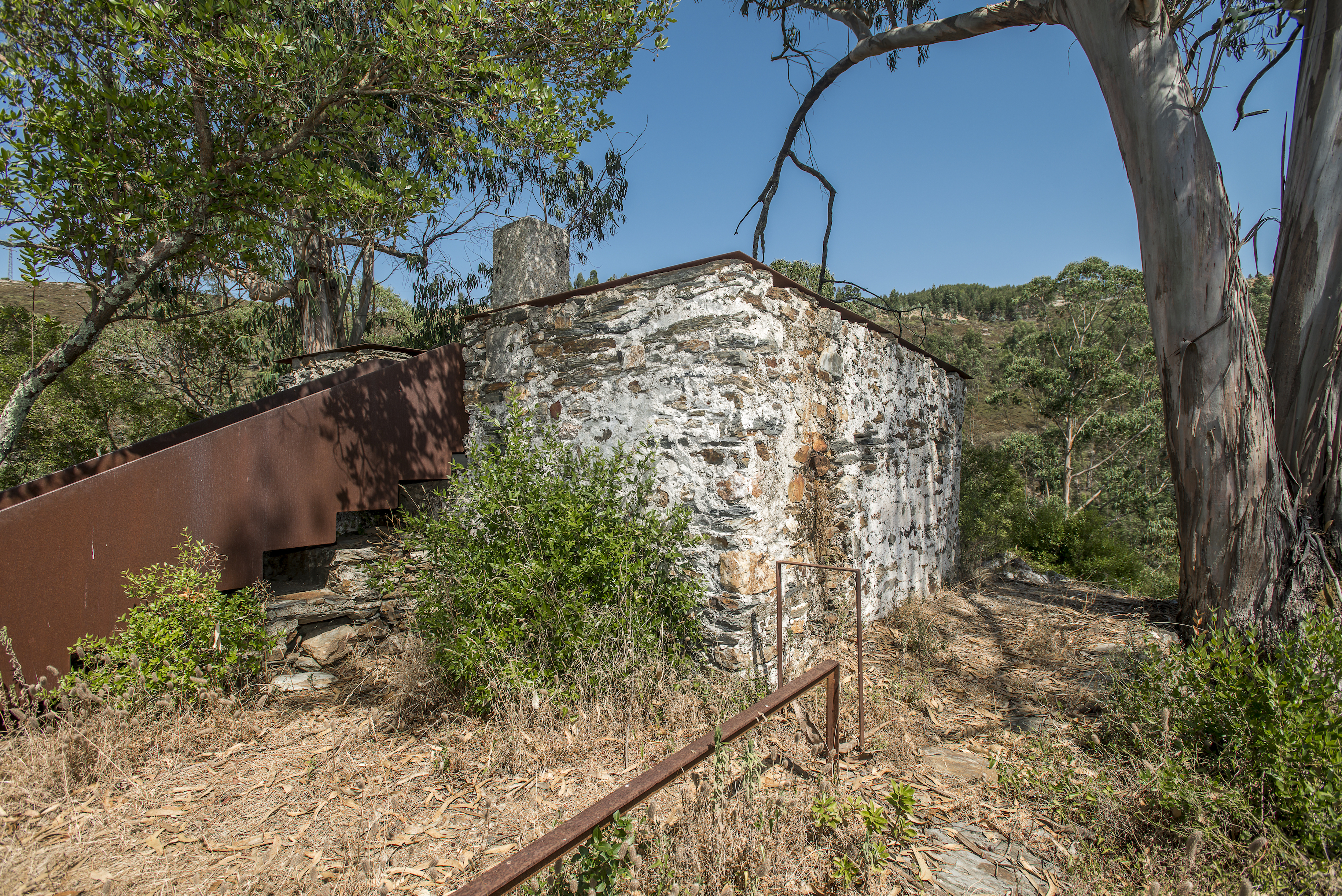
Ruínas da Torre do Castelo de Aguiar de Sousa

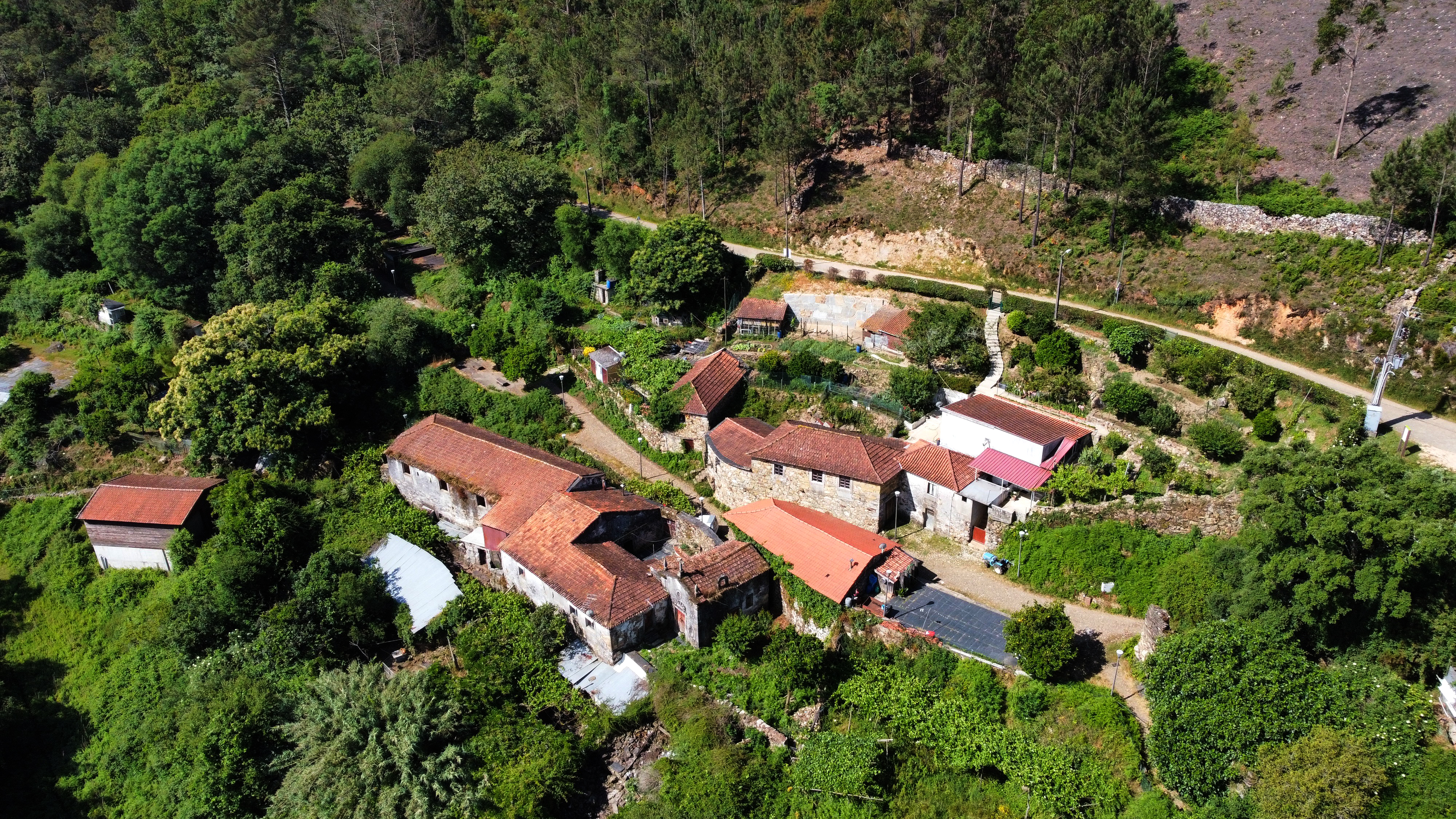
Aldeia de Couce

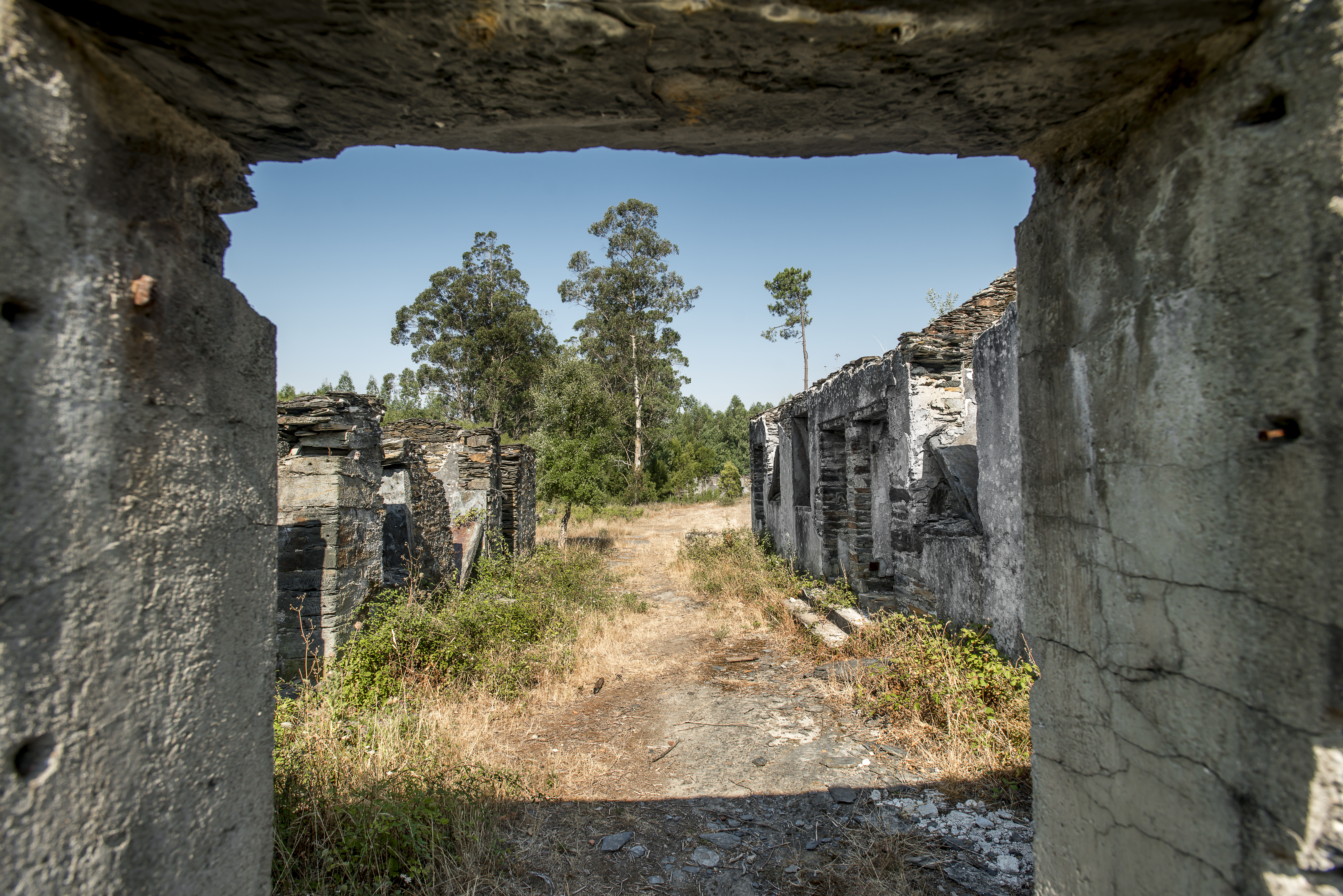
Ruínas do Couto Mineiro das Banjas, Sobreira

Vestígios arqueológicos evidenciam a ocupação humana do território das Serras do Porto desde há mais de seis mil anos, justificada pela abundância de recursos naturais e pelas condições naturais de defesa. Para além de vestígios da utilização de abrigos naturais como habitats, por parte do homem enquanto caçador-recoletor, monumentos megalíticos atestam a permanência no local durante o Neolítico. Nos milénios seguintes, os pontos altos do território foram ocupados por castros, assegurando o controlo visual e o domínio sobre as principais vias fluviais, vales dos rios Sousa e Ferreira e até mesmo sobre as margens do rio Douro.
Por todo o parque encontram-se trabalhos mineiros relacionados com a exploração do ouro, na época romana, ora através de abertura de cortas, ora em trabalhos subterrâneos, assentes em galerias e poços de secção quadrangular. As designações populares de fojos (a norte) ou banjas (a sul) referem-se aos desmontes a céu aberto, normalmente estreitos e profundos, próprios dos antigos trabalhos mineiros e hoje disseminados por todas as serras.
Na época da reconquista, mais concretamente entre os séculos IX e XI, a Torre do Castelo de Aguiar de Sousa exerceu um importante papel como lugar fortificado de interesse estratégico da linha de fronteira entre os territórios de Anégia e Portucale, tornando-se cabeça do julgado de Aguiar de Sousa, no século XIII.
A formação das paróquias, na Idade Média, exerceu um papel fundamental na reorganização e ocupação do território, com a construção de templos cristãos, tendo alguns se tornado pontos de peregrinação. A forte religiosidade popular revela-se, também, na proliferação de cruzeiros e alminhas.
A tradição agrícola está particularmente evidente na arquitetura popular disseminada por toda a área do parque, designadamente nas habitações, nos espigueiros e nos moinhos hidráulicos e respetivos açudes, que testemunham o término do ciclo da produção cerealífera. A edificação dos moinhos remonta à Idade Média, estando referenciados nas Inquirições Afonsinas de 1258, bem como nos forais manuelinos do século XVI, alicerçando o enraizamento das práticas atuais da panificação.
Como resultado da presença de abundantes jazigos de minerais, nas Serras do Porto é encontrado hoje um importante património industrial mineiro, expresso num vasto conjunto de estruturas em ruínas relacionadas com a gestão e o tratamento do minério. Para além do ouro, amplamente explorado pelos romanos, foi também explorado o antimónio, entre os meados do século XIX e o início da década de 1970. O carvão também foi aqui extraído, entre os finais do século XVIII e 1994. A exploração de ardósias remonta a 1865, havendo ainda hoje várias empresas em laboração. Em diversos períodos históricos, foram também explorados o estanho, o tungsténio, o chumbo, o zinco e a prata.
O território que hoje integra o Parque das Serras do Porto é também rico em tradições orais, com lendas que congregam memórias (reais e fantasiosas) de lutas entre mouros e cristãos, de bruxas, de mouras encantadas, de tesouros perdidos, da natureza, das serras e dos rios. Um exemplo é a lenda da Senhora do Salto. Fala-nos de um cavaleiro que, perseguindo uma lebre, se depara com um precipício. Mas, ao invocar a proteção de Nossa Senhora, é milagrosamente salvo da queda. Hoje as marmitas de gigante visíveis no leito do rio Sousa são conhecidas como sendo as pegadas do cavalo.

## Ameaças

### Evolução da ocupação dos solos
Desde tempos remotos que as formações arbóreas da área que hoje constitui o Parque das Serras do Porto foram dominadas pelo carvalho-alvarinho ou roble (Quercus robur), numa época em que a pastorícia e a recolha de matos (para a agricultura, camas de animais e fornos de panificação) eram as atividades prevalecentes. Mas, a partir da década de 1970, o efeito combinado do abandono das práticas agrárias, da menor utilização destes espaços por parte das populações e do aparecimento de sucessivos programas públicos de apoio à florestação, provocou uma transformação drástica da ocupação dos solos. Em 1981, os — até aí raros — povoamentos de pinheiros-bravos, entre puros e mistos dominantes, passaram a ocupar 55% da área que hoje constitui o Parque e os eucaliptos 4%. Nove anos depois, o pinhal via-se reduzido a 11%, sendo o eucaliptal puro ou misto já prevalecente.
Dados oficiais de 2017, apontavam que 4.129 hectares, ou seja, 69% da área total do parque, era constituída por eucaliptais, nas suas várias formas (puros e mistos com folhosas ou resinosas), sendo já reduzida a expressão das restantes espécies, nomeadamente dos carvalhais de espécies autóctones, hoje limitados a pequenos núcleos. Mais recentemente, têm-se desenvolvido diversas iniciativas visando a substituição do eucalipto por espécies florestais autóctones, designadamente, por carvalhos e sobreiros. No entanto, tais esforços parecem ainda longe de poder resultar na inversão da predominância do eucaliptal na paisagem.

### O eucalipto e os incêndios florestais
Ocupando quase 70% da área do Parque das Serras do Porto, o eucalipto é uma espécie de rápido crescimento, dedicada quase em exclusivo à produção de madeira para pasta de papel. Atualmente, 25% dos terrenos privados do parque são geridos pela empresa Navigator (antiga Portucel). No entanto, para além da área do eucaliptal sob a gestão profissional das empresas de celulose, outra há onde o eucalipto impera principalmente pela sua capacidade natural de proliferação, sendo a sua exploração apenas associada aos ciclos do fogo, cuja passagem determina o corte. Mas, como o ciclo de passagem de fogo é demasiado curto (6 anos), não permite a produção de material lenhoso com algum interesse económico. Para além da falta de viabilidade económica, estas vastas áreas são as principais potenciadoras de incêndios florestais de grande intensidade e, portanto, mais difíceis de controlar, representando um perigo para toda a flora e fauna do parque e para as próprias pessoas.

### Espécies invasoras
Nas últimas décadas, tem-se assistido à proliferação de várias espécies exóticas de invasoras lenhosas, designadamente da Austrália (Acacia melanoxylon), da mimosa (Acacia dealbata), da háquea-espinhosa (Hakea sericea) e da háquea-folhas-de-salgueiro (Hakea salicifolia). Entre as espécies não lenhosas, destaque para a erva-das-pampas ou cortadeira. Particularmente difíceis de controlar são a mimosa, a cortadeira e as háqueas, estas últimas pela enorme capacidade de expansão, nomeadamente pela associação ao fogo.

### Outras ameaças
A deposição anárquica de entulhos e a poluição de águas superficiais e subterrâneas gerada pelas atividades agrícolas, industriais e residuais urbanas afetam negativamente as espécies de fauna dos rios e as galerias ripícolas. A visitação desregulada, a colheita indevida de espécies, a prática de atividades todo-o-terreno com veículos motorizados, constituem outras sérias ameaças e são fatores de degradação dos espaços (nomeadamente da rede viária florestal), sem retornos positivos para a comunidade local. Por último, a autoestrada A41 — também conhecida como Circular Regional Exterior do Porto (CREP) —, concluída em 2011 e que atravessa transversalmente o parque, veio alterar de forma expressiva o caráter do vale do Sousa, ao mesmo tempo que aumentou significativamente a acessibilidade ao parque.

## Turismo
Sendo a maior infraestrutura verde de uma área densamente povoada, como é o Grande Porto, o Parque das Serras do Porto recebe regularmente muitos visitantes. Para acolhê-los existem três centros de receção: São Pedro da Cova (Gondomar), Senhora do Salto (Paredes) e Santa Justa (Valongo).
Escalada, montanhismo, pedestrianismo, hipismo, BTT, desportos motorizados são algumas das atividades dinamizadas por associações, clubes recreativos e empresas de animação turística e desportiva a atuar no parque. Especialmente concorridas são as sessões de educação e sensibilização ambiental, bem como as visitas a aldeias e monumentos, complementados com a oferta de espaços museológicos localizados nas proximidades do parque.

## Pontos de interesse

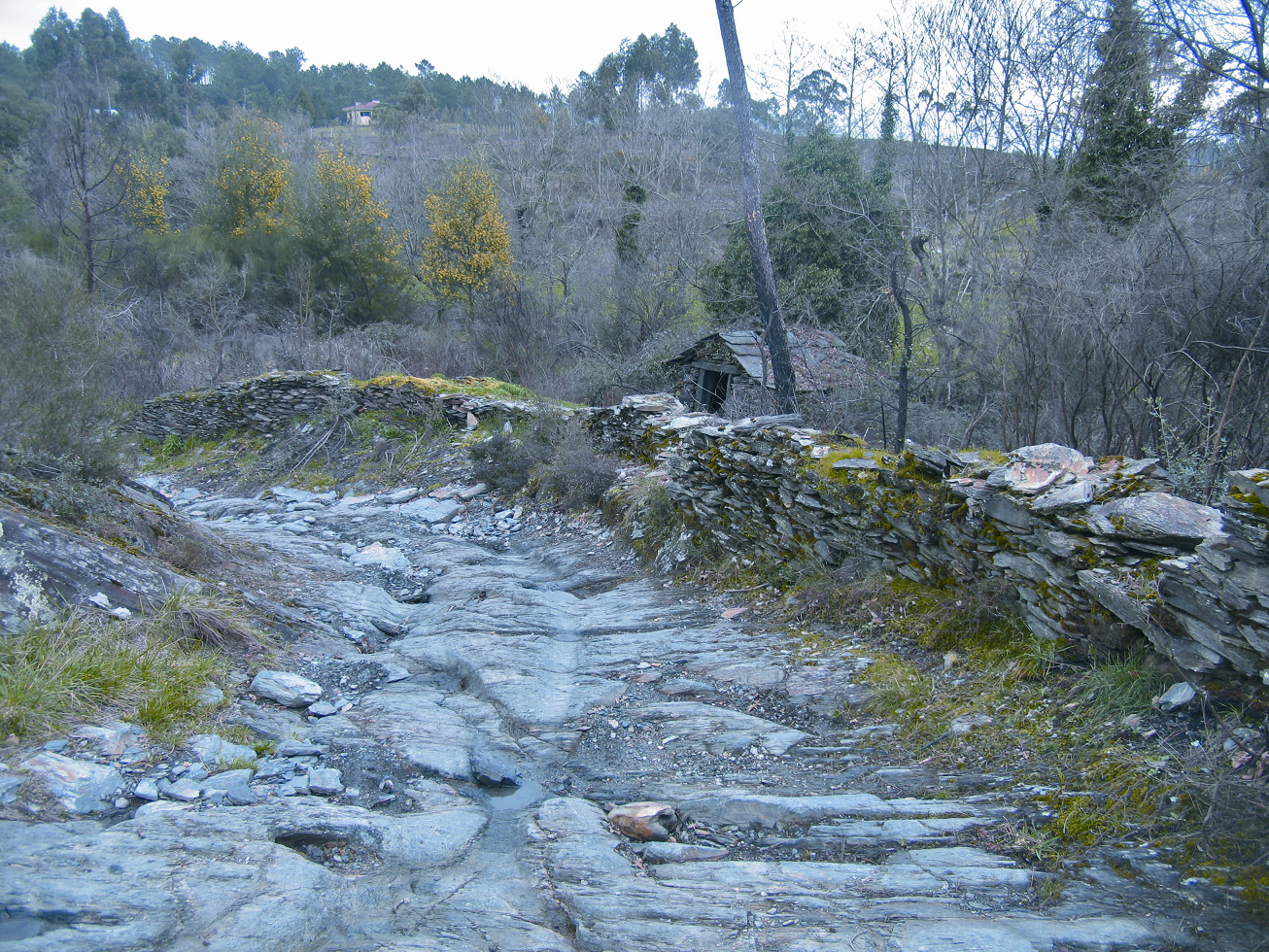
Casa de moinho, Banjas, Sobreira

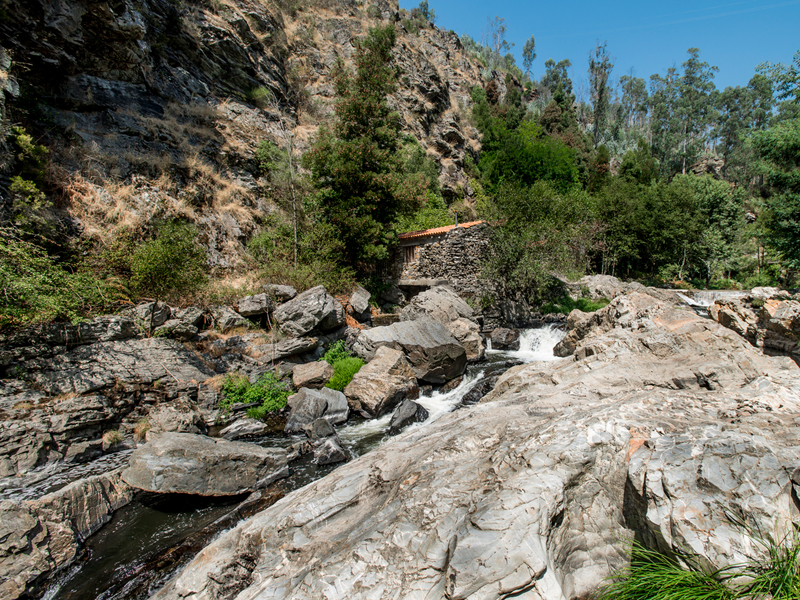
Parque da Senhora do Salto

- Aldeias:  Aguiar, Alvre, Brandião, Couce, Sarnada, Senande e Santa Comba[40]
- Capelas: Nossa Senhora do Salto, Santa Comba, Santa Isabel, São Sebastião, Santa Justa e São Sabino[38]
- Casa da Malta - Museu Mineiro de São Pedro da Cova (nas proximidades)[39]
- Casas de moinho e açudes, ao longo dos rios Ferreira e Sousa[38]
- Casas de Pátio Fechado (Alvre)[38]
- Centro de Interpretação Ambiental, Centro de Receção de Santa Justa[32]
- Centro de Interpretação da Senhora do Salto[32]
- Centro de Interpretação das Minas de Ouro de Castromil e das Banjas[32]
- Centro de Receção de São Pedro da Cova[32]
- Couto Mineiro das Banjas[38]
- Igreja de São Romão[38]
- Mamoa de Brandião[38]
- Museu da Lousa (nas proximidades)[39]
- Museu Municipal de Valongo (nas proximidades)[39]
- Parque da Cidade de Valongo[41]
- Parque da Senhora do Salto[42]
- Parque de Lazer da Santa Justa[43]
- Percursos pedestres: GR Serras do Porto; PR Corredor Ecológico; PR Trilho dos Romanos; PR Porto à Vista; PR Trilho dos Silveirinhos; PR Trilho de Alvre; PR Trilho de Belói; PR Trilho das Minas de Antimónio e Ouro; PR Trilho do Castelo.[44]
- Torre do Castelo de Aguiar de Sousa[45]